# Bergsviken
Bergsviken – miejscowość (tätort) w Szwecji, w regionie administracyjnym (län) Norrbotten, w gminie Piteå.
Według danych Szwedzkiego Urzędu Statystycznego liczba ludności wyniosła: 2251 (31 grudnia 2015), 2288 (31 grudnia 2018) i 2313 (31 grudnia 2019).